# Divisió de l'Oest Mitjà (NBA)
La divisió de l'Oest Mitjà va ser una divisió de la Conferència Oest de la National Basketball Association (NBA). La divisió es va crear a l'inici de la temporada 1970–71, quan la lliga es va ampliar de 14 a 17 equips amb l'afegit de Buffalo Braves, els Cleveland Cavaliers i els Portland Trail Blazers. La lliga es va alinear en dues conferències, la Conferència Oest i la Conferència Est, amb dues divisions cadascuna en cada conferència. La divisió Midwest va començar amb quatre membres inaugurals, els Chicago Bulls, els Detroit Pistons, els Milwaukee Bucks i els Phoenix Suns. Els Bulls i els Suns es van unir des de la divisió occidental, mentre que els Pistons i els Bucks es van unir des de la Divisió de l'Est.
La divisió es va dissoldre quan la lliga es va ampliar de 29 a 30 equips amb la incorporació de Charlotte Hornets al començament de la temporada 2004-05. La lliga es va redissenyar en dues conferències amb tres divisions cadascuna. La divisió Midwest es va substituir per dues noves divisions, la divisió Southwest i la divisió Northwest. La temporada 2003-04, l'última temporada de la divisió, va estar formada per set equips, els Dallas Mavericks, els Denver Nuggets, els Rockets de Houston, els Memphis Grizzlies, els Minnesota Timberwolves, els San Antonio Spurs i els Utah Jazz. Els Mavericks, els Rockets, els Grizzlies i els Spurs es van unir a la divisió Sud-oest, mentre que els Nuggets, els Timberwolves i el Jazz es van unir a la Divisió Nord-oest.
Els Denver Nuggets van jugar 28 temporades a la divisió Midwest, més temps que cap altre equip. Tres equips, els Heat, els Magic i els Charlotte Hornets, només van jugar una temporada cadascun a la divisió. Cap dels quatre membres inaugurals hi romania quan es va dissoldre la divisió el 2004.
Malgrat el nom, la divisió estava formada majoritàriament per equips que es van localitzar molt més enllà de l'Oest Mitjà del 1980 al 2004.

## Resultats
Els San Antonio Spurs va ser qui va guanyar més títols dels equips de la Divisió del Mig-Oest: onze vegades. Els Milwaukee Bucks i l'Utah Jazz van ser els segons qué més títol van guanyar amb sis. Tot i això, els Bucks van guanyar aquests sis títols en només deu temporades abans de sortir de la divisió. El 34è i últim campió de la divisió van ser els Minnesota Timberwolves. Set campions de la divisió van tenir o van empatar amb el millor rècord de la temporada regular.
Cinc campions de la NBA provenien de la divisió Midwest. Els Spurs i els Houston Rockets van guanyar dos campionats cadascun, mentre que els Bucks van guanyar un campionat. Tots ells, llevat dels Rockets de 1994-95, van ser campions de divisió.
La Divisió Midwest tenia dos equips habilitats dues vegades per als playoffs. A la temporada 1985–86, els sis equips de la divisió es van classificar per als playoffs, mentre que a la temporada 2003-04, sis dels set equips es van classificar per als playoffs. A la primera i última temporada de la divisió, tots els equips de la divisió van obtenir percentatges superiors a 0,500 (50%).

## Equips
| Equip                                                                                             | Ciutat                                                           | Any  | Procedència                              | Any    | Destí              | Divisió habitual   |
| Equip                                                                                             | Ciutat                                                           | Unit | Unit                                     | Sortit | Sortit             | Divisió habitual   |
| ------------------------------------------------------------------------------------------------- | ---------------------------------------------------------------- | ---- | ---------------------------------------- | ------ | ------------------ | ------------------ |
| Charlotte Hornets (1988–2002; 2004–present                                                        | Charlotte, North Carolina                                        | 1989 | Atlantic Division                        | 1990   | Central Division   | Southeast Division |
| Chicago Bulls                                                                                     | Chicago, Illinois                                                | 1970 | Western Division                         | 1980   | Central Division   | Central Division   |
| Dallas Mavericks                                                                                  | Dallas, Texas                                                    | 1980 | —                                        | 2004   | Southwest Division | Southwest Division |
| Denver Nuggets                                                                                    | Denver, Colorado                                                 | 1976 | ABA                                      | 2004   | Northwest Division | Northwest Division |
| Detroit Pistons                                                                                   | Detroit, Michigan                                                | 1970 | Eastern Division                         | 1978   | Central Division   | Central Division   |
| Houston Rockets                                                                                   | Houston, Texas                                                   | 1980 | Central Division                         | 2004   | Southwest Division | Southwest Division |
| Indiana Pacers                                                                                    | Indianapolis, Indiana                                            | 1976 | ABA                                      | 1979   | Central Division   | Central Division   |
| Memphis Grizzlies (2001–present) Vancouver Grizzlies (1995–2001)                                  | Memphis, Tennessee Vancouver, British Columbia                   | 1995 | —                                        | 2004   | Southwest Division | Southwest Division |
| Miami Heat                                                                                        | Miami, Florida                                                   | 1988 | —                                        | 1989   | Atlantic Division  | Southeast Division |
| Milwaukee Bucks                                                                                   | Milwaukee, Wisconsin                                             | 1970 | Eastern Division                         | 1980   | Central Division   | Central Division   |
| Minnesota Timberwolves                                                                            | Minneapolis, Minnesota                                           | 1989 | —                                        | 2004   | Northwest Division | Northwest Division |
| Orlando Magic                                                                                     | Orlando, Florida                                                 | 1990 | Central Division                         | 1991   | Atlantic Division  | Southeast Division |
| Phoenix Suns                                                                                      | Phoenix, Arizona                                                 | 1970 | Western Division                         | 1972   | Pacific Division   | Pacific Division   |
| Sacramento Kings (1985–present) Kansas City Kings (1975–1985) Kansas City-Omaha Kings (1972–1975) | Sacramento, California Kansas City, Missouri and Omaha, Nebraska | 1972 | Central Division (com Cincinnati Royals) | 1988   | Pacific Division   | Pacific Division   |
| San Antonio Spurs                                                                                 | San Antonio, Texas                                               | 1980 | Central Division                         | 2004   | Southwest Division | Southwest Division |
| Utah Jazz                                                                                         | Salt Lake City, Utah                                             | 1979 | Central Division (com New Orleans Jazz)  | 2004   | Northwest Division | Northwest Division |

Notes
- denota un equip d'expansió (nou en la NBA).

## Campions de divisió
| ^ | Va tenir o empatar amb el millor rècord de la temporada regular d'aquesta temporada |

| Season     | Team                   | Record       | Playoffs result               |
| ---------- | ---------------------- | ------------ | ----------------------------- |
| 1970-71    | Milwaukee Bucks^       | 66–16 (.805) | Guanya final NBA              |
| 1971-72    | Milwaukee Bucks        | 63–19 (.768) | Perd final de Conferència     |
| 1972-73    | Milwaukee Bucks        | 60–22 (.732) | Perd Semifinal de Conferència |
| 1973-74    | Milwaukee Bucks^       | 59–23 (.720) | Perd final NBA                |
| 1974-75    | Chicago Bulls          | 47–35 (.573) | Perd Final de Conferència     |
| 1975-76    | Milwaukee Bucks        | 38–44 (.463) | Perd primera ronda            |
| 1976-77    | Denver Nuggets         | 50–32 (.610) | Perd Semifinal de Conferència |
| 1977-78    | Denver Nuggets         | 48–34 (.585) | Perd Final de Conferència     |
| 1978-79    | Kansas City Kings      | 48–34 (.585) | Perd Semifinal de Conferència |
| 1979-80    | Milwaukee Bucks        | 49–33 (.598) | Perd Semifinal de Conferència |
| 1980-81    | San Antonio Spurs      | 52–30 (.634) | Perd Semifinal de Conferència |
| 1981-82    | San Antonio Spurs      | 48–34 (.585) | Perd Final de Conferència     |
| 1982-83    | San Antonio Spurs      | 53–29 (.646) | Perd Final de Conferència     |
| 1983-84    | Utah Jazz              | 45–37 (.549) | Perd Semifinal de Conferència |
| 1984-85    | Denver Nuggets         | 52–30 (.634) | Perd Final de Conferència     |
| 1985-86    | Houston Rockets        | 51–31 (.622) | Perd final NBA                |
| 1986-87    | Dallas Mavericks       | 55–27 (.671) | Perd primera Ronda            |
| 1987-88    | Denver Nuggets         | 54–28 (.659) | Perd semifinal de Conferència |
| 1988-89    | Utah Jazz              | 51–31 (.622) | Perd en primera ronda         |
| 1989-90    | San Antonio Spurs      | 56–26 (.683) | Perd Semifinal de Conferència |
| 1990-91    | San Antonio Spurs      | 55–27 (.671) | Perd en primera ronda         |
| 1991-92    | Utah Jazz              | 55–27 (.671) | Perd final de Conferència     |
| 1992-93    | Houston Rockets        | 55–27 (.671) | Perd Semifinal de Conferència |
| 1993-94    | Houston Rockets        | 58–24 (.707) | Guanya Final NBA              |
| 1994-95    | San Antonio Spurs^     | 62–20 (.756) | Perd Final de Conferència     |
| 1995-96    | San Antonio Spurs      | 59–23 (.720) | Perd Semifinal de Conferència |
| 1996-97    | Utah Jazz              | 64–18 (.780) | Perd Final de NBA             |
| 1997-98    | Utah Jazz^             | 62–20 (.756) | Perd Final de NBA             |
| 1998-99[a] | San Antonio Spurs^     | 37–13 (.740) | Guanya Final de NBA           |
| 1999-2000  | Utah Jazz              | 55–27 (.671) | Perd Semifinal de Conferència |
| 2000-01    | San Antonio Spurs^     | 58–24 (.707) | Perd Final de Conferència     |
| 2001-02    | San Antonio Spurs      | 58–24 (.707) | Perd Semifinal de Conferència |
| 2002-03    | San Antonio Spurs^     | 60–22 (.732) | Guanya Final de NBA           |
| 2003-04    | Minnesota Timberwolves | 58–24 (.707) | Perd Final de Conferència     |

### Títols per equips
| Equip                                    | Títols | Temporada/es guanyada/es                                                                          |
| ---------------------------------------- | ------ | ------------------------------------------------------------------------------------------------- |
| Sant Antonio Spurs                       | 11     | 1980-81, 1981-82, 1982-83, 1989-90, 1990-91, 1994-95, 1995-96, 1998-99, 2000-01, 2001-02, 2002-03 |
| Milwaukee Bucks                          | 6      | 1970-71, 1971-72, 1972-73, 1973-74, 1975-76, 1979-80                                              |
| Utah Jazz                                | 6      | 1983-84, 1988-89, 1991-92, 1996-97, 1997-98, 1999-2000                                            |
| Denver Nuggets                           | 4      | 1976-77, 1977-78, 1984-85, 1987-88                                                                |
| Coets de Houston                         | 3      | 1985-86, 1992-93, 1993-94                                                                         |
| Chicago Bulls                            | 1      | 1974-75                                                                                           |
| Kansas City Kings (ara Sacramento Kings) | 1      | 1978-79                                                                                           |
| Dallas Mavericks                         | 1      | 1986-87                                                                                           |
| Timberwolves de Minnesota                | 1      | 2003-04                                                                                           |

## Resultats de la temporada
| ^ | Indica un equip que va guanyar els campionats de la NBA                                          |
| + | Indica a l'equip que va guanyar les finals de la conferència, però va perdre les finals de l'NBA |
| * | Indica un equip que es va classificar per als Playoffs de la NBA                                 |

| Season | Team (record)        | Team (record)        | Team (record)              | Team (record)             | Team (record)        | Team (record)        | Team (record)     |
| Season | 1st                  | 2nd                  | 3rd                        | 4th                       | 5th                  | 6th                  | 7th               |
| --- | -------------------- | -------------------- | -------------------------- | ------------------------- | -------------------- | -------------------- | ----------------- |
| - 1970: La divisió Midwest es va formar amb quatre membres inaugurals. Els Chicago Bulls i els Phoenix Suns es van unir des de la Divisió Oest, mentre que els Detroit Pistons i els Milwaukee Bucks es van unir des de la Divisió Oriental.           |                      |                      |                            |                           |                      |                      |                   |
| 1970-71 | Milwaukee^ (66–16)   | Chicago* (51–31)     | Phoenix (48–34)            | Detroit (45–37)           | —                    | —                    | —                 |
| 1971-72 | Milwaukee* (63–19)   | Chicago* (57–25)     | Phoenix (49–33)            | Detroit (26–56)           | —                    | —                    | —                 |
| - 1972: Els Cincinnati Royals, que es recoloquen i es converteixen en Kansas City-Omaha Kings, s'uneixen des de la Central Division. Els Phoenix Suns se'n van i s'uneixen a la Divisió Pacífic.                                                       |                      |                      |                            |                           |                      |                      |                   |
| 1972-73 | Milwaukee* (60–22)   | Chicago* (51–31)     | Detroit (40–42)            | Kansas City-Omaha (36–46) | —                    | —                    | —                 |
| 1973-74 | Milwaukee+ (59–23)   | Chicago* (54–28)     | Detroit* (52–30)           | Kansas City-Omaha (33–49) | —                    | —                    | —                 |
| 1974-75 | Chicago* (47–35)     | Detroit* (44–38)     | Kansas City-Omaha* (40–42) | Milwaukee (38–44)         | —                    | —                    | —                 |
| - 1975: The Kansas City-Omaha Kings were renamed the Kansas City Kings. |                      |                      |                            |                           |                      |                      |                   |
| 1975-76 | Milwaukee* (38–44)   | Detroit* (36–46)     | Kansas City (31–51)        | Chicago (24–58)           | —                    | —                    | —                 |
| - 1976: Dos societats de l'American Basketball Association (ABA) s'uneixen a la NBA, els Denver Nuggets i els Indiana Pacers, joined the division. |                      |                      |                            |                           |                      |                      |                   |
| 1976-77 | Denver (50–32)*      | Detroit* (44–38)     | Chicago* (44–38)           | Kansas City (40–42)       | Indiana (36–46)      | Milwaukee (30–52)    | —                 |
| 1977-78 | Denver* (48–34)      | Milwaukee* (44–38)   | Chicago (40–42)            | Detroit (38–44)           | Kansas City (31–51)  | Indiana (31–51)      | —                 |
| - 1978: Detroit Pistons se'n van per unir-se a la Divisió Central. |                      |                      |                            |                           |                      |                      |                   |
| 1978-79 | Kansas City* (48–34) | Denver* (47–35)      | Milwaukee (38–44)          | Indiana (38–44)           | Chicago (31–51)      | —                    | —                 |
| - 1979: Els New Orleans Jazz, es recoloquen convertint-se en Utah Jazz, s'uneixen a la Divisió Central. Indiana Pacers se'n va per unir-se a la Divisió Central.                                                                                       |                      |                      |                            |                           |                      |                      |                   |
| 1979-80 | Milwaukee* (49–33)   | Kansas City* (47–35) | Denver (30–52)             | Chicago (30–52)           | Utah (24–58)         | —                    | —                 |
| - 1980: Un equip en expansió, Dallas Mavericks, s'uneix a la Divisió. Els Houston Rockets i els San Antonio Spurs s'uneixen procedents de la Divisió Central. Chicago Bulls i Milwaukee Bucks se'n van per unir-se a la Divisió Central.               |                      |                      |                            |                           |                      |                      |                   |
| 1980-81 | San Antonio* (52–30) | Kansas City* (40–42) | Houston+ (40–42)           | Denver (37–45)            | Utah (28–54)         | Dallas (15–67)       | —                 |
| 1981-82 | San Antonio* (48–34) | Denver* (46–36)      | Houston* (46–36)           | Kansas City (30–52)       | Dallas (28–54)       | Utah (25–57)         | —                 |
| 1982-83 | San Antonio* (53–29) | Denver* (45–37)      | Kansas City (45–37)        | Dallas (38–44)            | Utah (30–52)         | Houston (14–68)      | —                 |
| 1983-84 | Utah* (45–37)        | Dallas* (43–39)      | Denver* (38–44)            | Kansas City* (38–44)      | San Antonio (37–45)  | Houston (29–53)      | —                 |
| 1984-85 | Denver* (52–30)      | Houston* (48–34)     | Dallas* (44–38)            | Utah* (41–41)             | San Antonio* (41–41) | Kansas City (31–51)  | —                 |
| - 1985: Els Kansas City Kings es recoloquen i es converteixen en els Sacramento Kings. |                      |                      |                            |                           |                      |                      |                   |
| 1985-86 | Houston+ (51–31)     | Denver* (47–35)      | Dallas* (44–38)            | Utah* (42–40)             | Sacramento* (37–45)  | San Antonio* (35–47) | —                 |
| 1986-87 | Dallas* (55–27)      | Utah* (44–38)        | Houston* (42–40)           | Denver* (37–45)           | Sacramento (29–53)   | San Antonio (28–54)  | —                 |
| 1987-88 | Denver* (54–28)      | Dallas* (53–29)      | Utah* (47–35)              | Houston* (46–36)          | San Antonio* (31–51) | Sacramento (24–58)   | —                 |
| - 1988: Un equip en expansió, els Miami Heat, s'uneix a la divisió temporalment per una temporada. Sacramento Kings marxen per unir-se a la Divisió Pacífic.                                                                                           |                      |                      |                            |                           |                      |                      |                   |
| 1988-89 | Utah* (51–31)        | Houston* (45–37)     | Denver* (44–38)            | Dallas (38–44)            | San Antonio (21–61)  | Miami (15–67)        | —                 |
| - 1989: Un equip en expansió, els Minnesota Timberwolves, s'uneix a la divisió. Els Charlotte Hornets s'uneixen a la divisió temporalment per una temporada procedents de la Divisió Atlàntica. Miami Heat se'n va per unir-se a la Divisió Atlàntica. |                      |                      |                            |                           |                      |                      |                   |
| 1989-90 | San Antonio* (56–26) | Utah* (55–27)        | Dallas* (47–35)            | Denver* (43–39)           | Houston* (41–41)     | Minnesota (22–60)    | Charlotte (19–63) |
| - 1990: Orlando Magic s'uneix temporarment per una temporada procedent de la Divisió Central. Charlotte Hornets se'n va per unir-se a la Divisió Central.                                                                                              |                      |                      |                            |                           |                      |                      |                   |
| 1990-91 | San Antonio* (55–27) | Utah* (54–28)        | Houston* (52–30)           | Orlando (31–51)           | Minnesota (29–53)    | Dallas (28–54)       | Denver (20–62)    |
| - 1991: Orlando Magic se'n va per unir-se a la Divisió Atlàntica. |                      |                      |                            |                           |                      |                      |                   |
| 1991-92 | Utah* (55–27)        | San Antonio* (47–35) | Houston (42–40)            | Denver (24–58)            | Dallas (22–60)       | Minnesota (15–67)    | —                 |
| 1992-93 | Houston* (55–27)     | San Antonio* (49–33) | Utah* (47–35)              | Denver (36–46)            | Minnesota (19–63)    | Dallas (11–71)       | —                 |
| 1993-94 | Houston^ (58–24)     | San Antonio* (55–27) | Utah* (53–29)              | Denver* (42–40)           | Minnesota (20–62)    | Dallas (13–69)       | —                 |
| 1994-95 | San Antonio* (62–20) | Utah* (60–22)        | Houston^ (47–35)           | Denver* (41–41)           | Dallas (36–46)       | Minnesota (21–61)    | —                 |
| - 1995: Un equip d'expansió, els Vancouver Grizzlies, es va unir a la divisió. |                      |                      |                            |                           |                      |                      |                   |
| 1995-96 | San Antonio* (59–23) | Utah* (55–27)        | Houston* (48–34)           | Denver (35–47)            | Minnesota (26–56)    | Dallas (26–56)       | Vancouver (15–67) |
| 1996-97 | Utah+ (64–18)        | Houston* (57–25)     | Minnesota* (40–42)         | Dallas (24–58)            | Denver (21–61)       | San Antonio (20–62)  | Vancouver (14–68) |
| 1997-98 | Utah+ (62–20)        | San Antonio* (56–26) | Minnesota* (45–37)         | Houston* (41–41)          | Dallas (20–62)       | Vancouver (19–63)    | Denver (11–71)    |
| 1998-99[a] | San Antonio^ (37–13) | Utah* (37–13)        | Houston* (31–19)           | Dallas* (27–23)           | Minnesota* (25–25)   | Denver (14–36)       | Vancouver (8–42)  |
| 1999-2000 | Utah* (55–27)        | San Antonio* (53–29) | Minnesota* (50–32)         | Dallas* (47–35)           | Denver (35–47)       | Houston (34–48)      | Vancouver (22–60) |
| 2000-01 | San Antonio* (58–24) | Utah* (53–29)        | Dallas* (53–29)            | Minnesota* (47–35)        | Houston (45–37)      | Denver (40–42)       | Vancouver (23–59) |
| - 2001: Els Vancouver Grizzlies es relocaquen i es converteixen en Memphis Grizzlies. |                      |                      |                            |                           |                      |                      |                   |
| 2001-02 | San Antonio* (58–24) | Dallas* (57–25)      | Minnesota* (50–32)         | Utah* (44–38)             | Houston (28–54)      | Denver (27–55)       | Memphis (23–59)   |
| 2002-03 | San Antonio^ (60–22) | Dallas* (60–22)      | Minnesota* (51–31)         | Utah* (47–35)             | Houston (43–39)      | Memphis (28–54)      | Denver (17–65)    |
| 2003-04 | Minnesota* (58–24)   | San Antonio* (57–25) | Dallas* (52–30)            | Memphis* (50–32)          | Houston* (45–37)     | Denver (43–39)*      | Utah (42–40)      |
| - 2004: Els Denver Nuggets, els Minnesota Timberwolves i els Utah Jazz se'n van per unir-se a la Divisió Nord-oest. Els Dallas Mavericks, els Houston Rockets, els Memphis Grizzlies, i els San Antonio Spurs se'n van per formar la Divisió Sud-oest. |                      |                      |                            |                           |                      |                      |                   |